# 上大野町 (阿南市)
上大野町（かみおおのちょう）は、徳島県阿南市の町名。2014年3月31日現在の人口は508人、世帯数は162世帯。郵便番号は〒774-0049。

## 地理
阿南市の北部に位置し、北は羽ノ浦町古毛、東は中大野町、西は楠根町に接する。西境から北境は那賀川が流れる。那賀川沿いの山間部に開かれた集落。
生業は農業が中心で、特にミカンの栽培が盛んである。上大野城址には城内神社が建てられ、城山さんという愛称で親しまれているが、城山には日本最古のものといわれている花崗岩があり、徳島県天然記念物に指定されている。

### 山岳
- 城山

### 河川
- 那賀川

### 小字

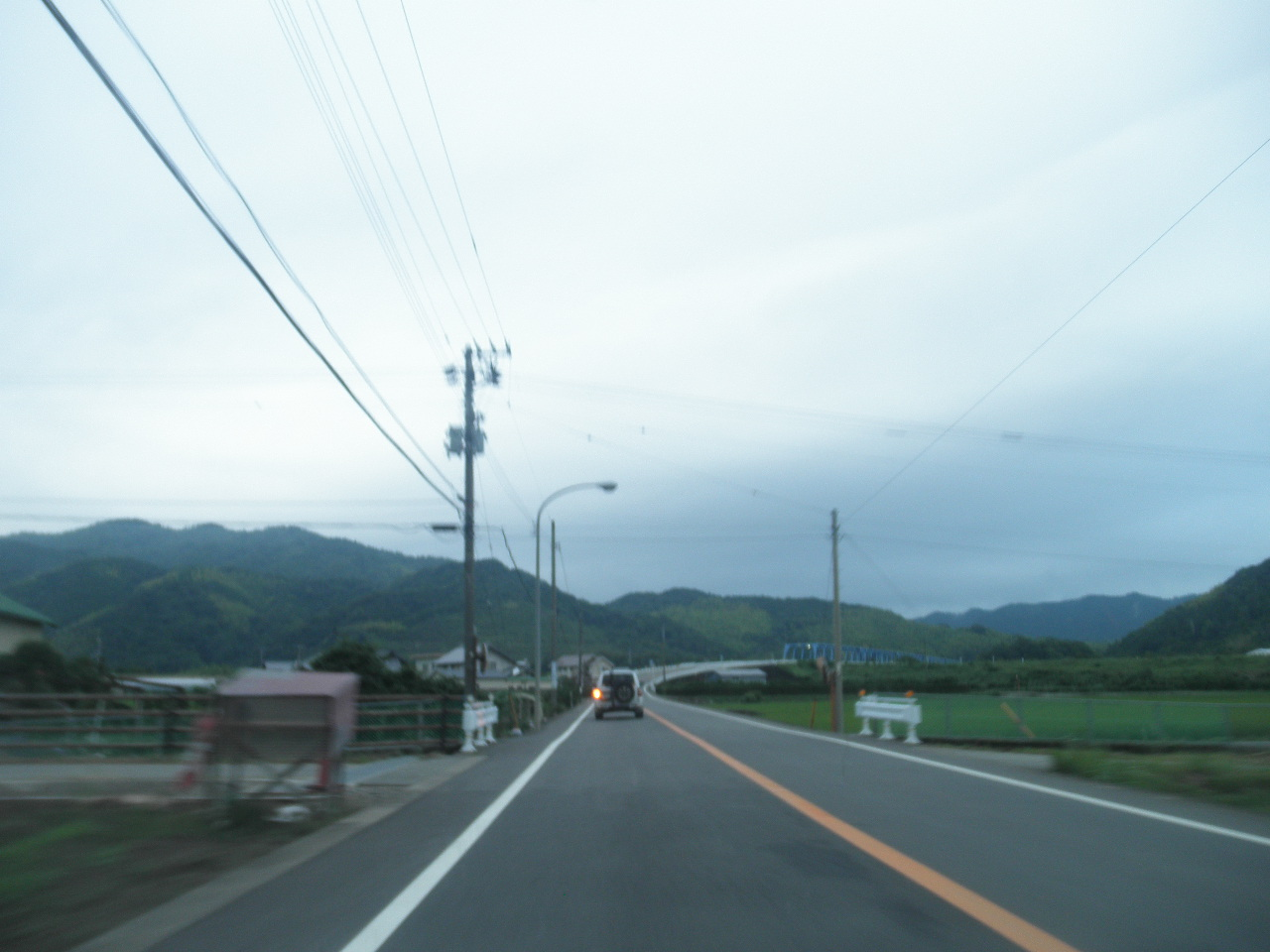
上大野町字住吉

| - 池之内 - 大山田 - 大山田下 - 萱原 - 北豊年 | - 清松 - 久留米田 - 小山田 - 城之内 - 尻谷 | - 須賀 - 住吉 - 中川原 - 成国 - 西谷 | - 西土手外 - 別所 - 南浦 - 南豊年 |  |

## 歴史
江戸期から町村制の施行された明治22年にかけては那西郡および那賀郡の村であった。寛文4年より那賀郡に属す。
明治22年に同郡大野村の大字となった。昭和29年より富岡町の大字となる。昭和33年に阿南市が誕生し、現在の町名となる。

## 施設
- 徳島県立阿南支援学校
- 城内神社（上大野城址）

## 交通

### 道路
都道府県道
- 徳島県道22号阿南勝浦線
- 徳島県道276号勝浦羽ノ浦線
- 徳島県道282号大井南島線

### 路線バス
徳島バス
- 上大野
- 御嶽前